# Spay
Informații suplimentare: Spay (Sarthe)
Spay este o comună în districtul  Mayen-Koblenz, landul Rheinland-Pfalz, Germania. Localitatea s-a format prin unirea în anul 1969 a comunelor Oberspay și  Niederspay și este situată la curbura dublă a Rinului la nord de Boppard. 

## Galerie de imagini

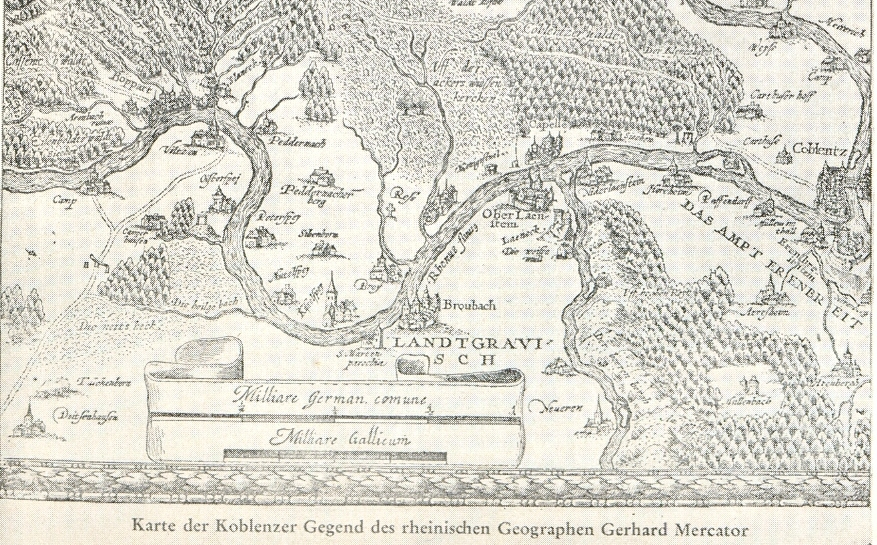
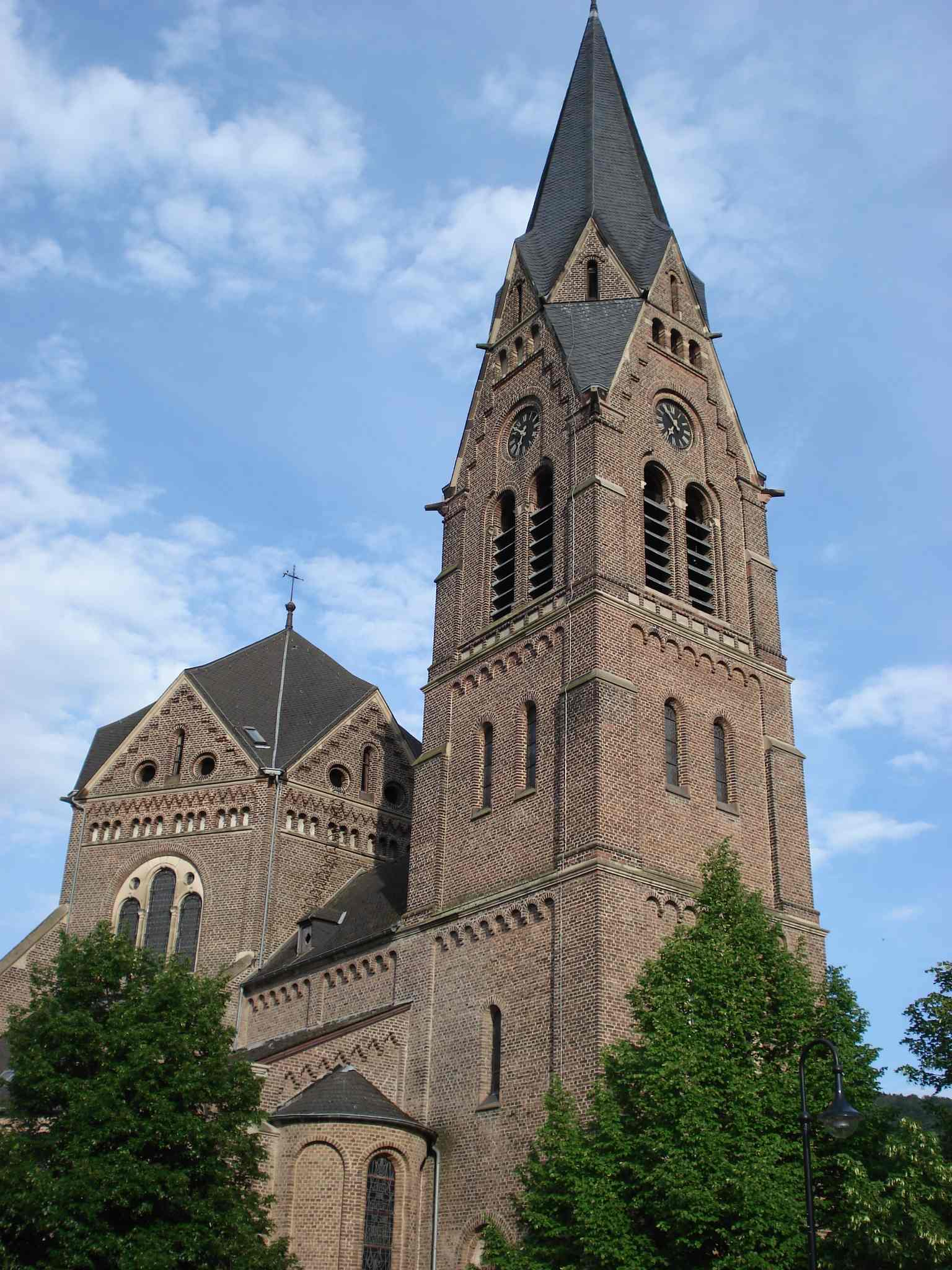
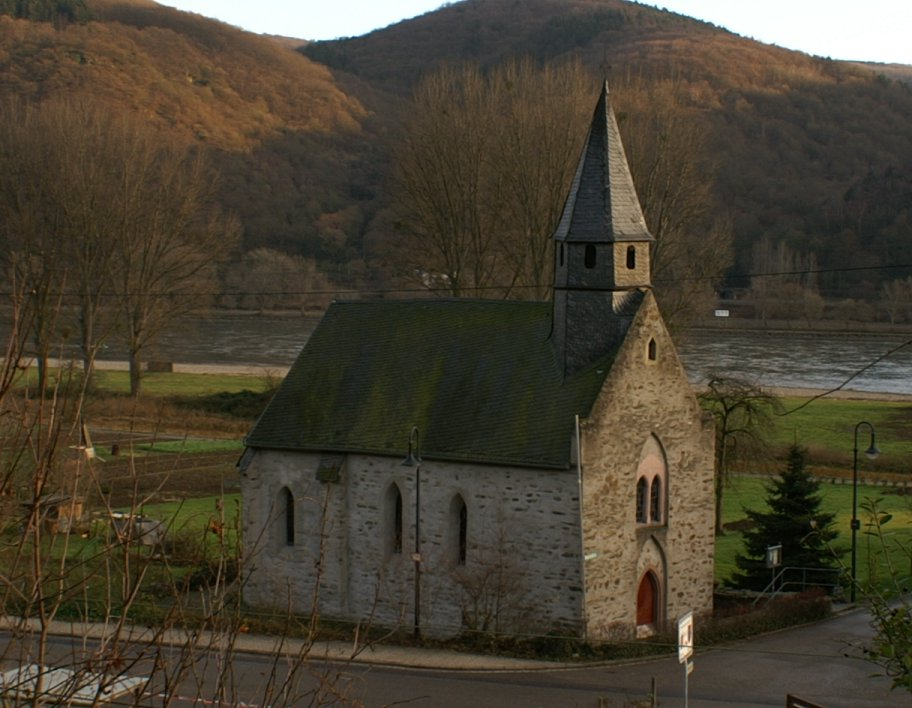